# (8132) Витгинзбург
(8132) Витгинзбург (лат. Vitginzburg) — типичный астероид главного пояса, открыт 18 декабря 1976 года советским астрономом Людмилой Черных в Крымской астрофизической обсерватории и 9 августа 2006 года назван в честь советского и российского физика-теоретика Виталия Гинзбурга.

## Обнаружение и именование
(8132) Витгинзбург
Открыт 18 декабря 1976 года в Крымской астрофизической обсерватории Л. И. Черных.
Виталий Лазаревич Гинзбург (р. 1916) — лауреат Нобелевской премии по физике 2003 года. Является выдающимся специалистом в области теоретической физики. Его главные достижения связаны с теорией частиц со спином 3/2 и квантовой теорией черенковского излучения.
Оригинальный текст (англ.)8132 Vitginzburg
Discovered 1976 Dec. 18 by L. I. Chernykh at the Crimean Astrophysical Observatory.
Vitaly Lazarevich Ginzburg (b. 1916), winner of the Nobel Prize for physics in 2003, is an outstanding specialist in theoretical physics. His main achievements are in the theory of particles with spin 3/2 and in the quantum theory of Čerenkov radiation.
Источники: 20060809/MPCPages.arc; M.P.C. 57422.

## Орбита

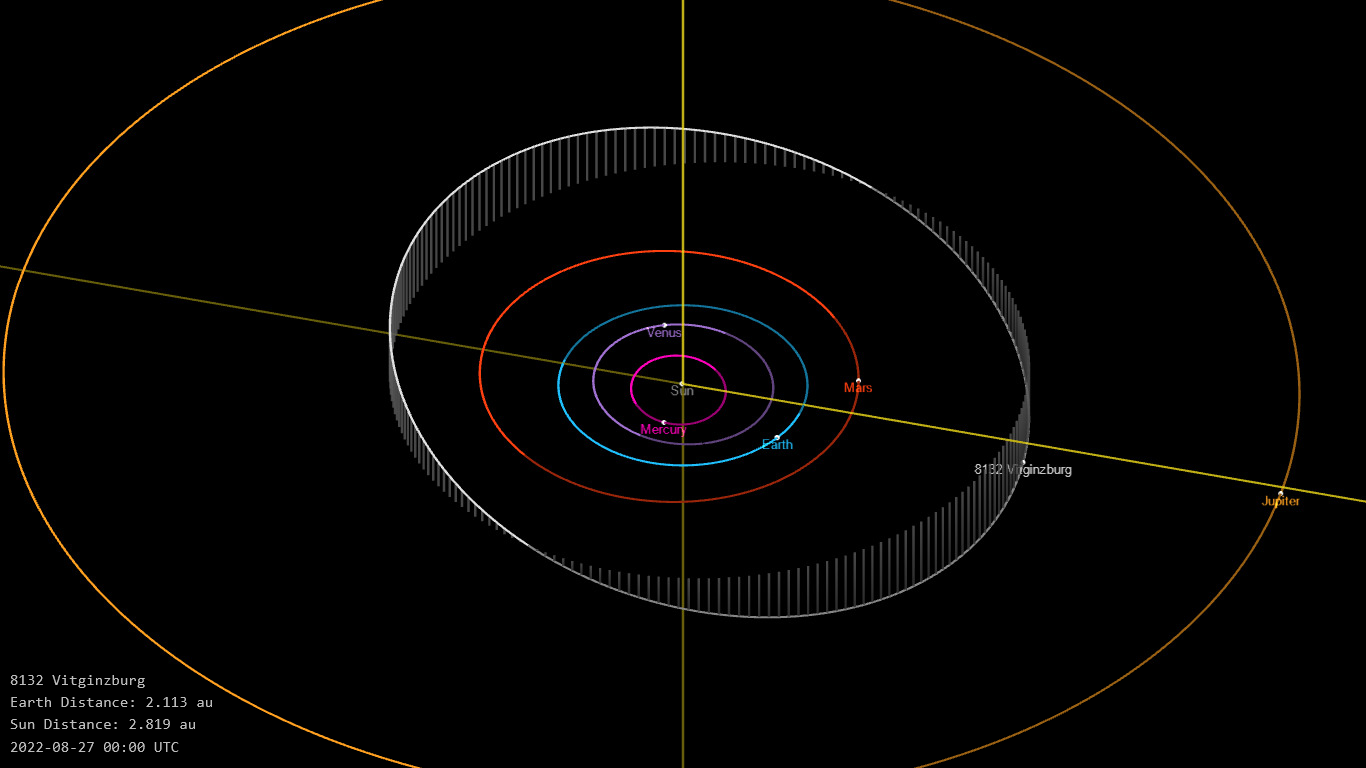
Орбита астероида Витгинзбург и его положение в Солнечной системе

## Физические характеристики
Из наблюдений системы телескопов панорамного обзора и быстрого реагирования Pan-STARRS следует, что астероид относится к таксономическому классу LS.
По результатам наблюдений системы телескопов панорамного обзора и быстрого реагирования Pan-STARRS и космического телескопа оптического диапазона Gaia абсолютная звёздная величина астероида сначала оценивалась равной 12,61±0,11m, позже — 12,59±0,95m.